# Antonio Mensaque y Alvarado
Antonio Mensaque y Alvarado (Sevilla, 1825 - Sevilla, 1900) fue un pintor español. Procedía de una familia dedicada a la fabricación de cerámica en el barrio de Triana (Sevilla). Inició su formación artística en la Escuela de Bellas Artes de Sevilla, donde fue discípulo de Joaquín Domínguez Becquer. A lo largo de su vida participó en diversas ocasiones en la Exposición Nacional de Bellas Artes (España). Su obra está compuesta principalmente por bodegones en los que se representan distintos tipos de frutas, verduras, flores y peces. Sus lienzos pueden contemplarse en el Museo del Prado, el Museo Romántico de Madrid y diversas colecciones particulares, como la Colección Bellver de Sevilla. 